# Arthur Larsen
Arthur "Art" eller "Tappy" David Larsen, född 17 april 1925, Hayward, Kalifornien, död 7 december 2012 i Kalifornien,  var en amerikansk vänsterhänt tennisspelare.
Art Larsen upptogs 1969 i International Tennis Hall of Fame.

## Tenniskarriären
Art Larsen rankades 1949 första gången som en av USA:s 10 bästa singelspelare i tennis. Han var då nummer 6, men redan året därpå, 1950, rankades han som nummer ett. Han rankades också bland världens 10 bästa spelare 1950, 1951 och 1954. Som bäst var han nummer 3 (1950). Larsen vann under karriären en singeltitel i en Grand Slam-turnering och spelade ytterligare en singelfinal.
Larsen nådde som femteseedad singelfinalen i Amerikanska mästerskapen i 1950 års turnering som på den tiden spelades på gräsbanorna vid Forest Hills i New York. Han mötte där andreseedade landsmannen Herbert Flam som tidigare under året vunnit både singel- och dubbel-titeln i den amerikanska NCAA-turneringen (se National Collegiate Athletic Association). Larsen vann den mycket jämna finalen över fem set med siffrorna 6-3, 4-6, 5-7, 6-4, 6-3. Han vann därmed sin första och enda GS-titel.
Art Larsen vann singeltitlarna i både Amerikanska grus- och Hardcourtmästerskapen 1951 och Amerikanska inomhusmästerskapen 1953. Han blev därmed den förste manlige spelaren som vunnit amerikanska mästerskapstitlar på alla 4 underlag. 
År 1954 nådde han singelfinalen i grusturneringen Franska mästerskapen i Paris som han förlorade denna mot det föregående årets världsetta, landsmannen Tony Trabert (4-6, 5-7, 1-6). Larsen vann 1955 dubbeltiteln i Italienska grusmästerskapen i Rom.
Art Larsen deltog i det amerikanska Davis Cup-laget 1951 och 1952. Han spelade totalt 4 matcher och vann samtliga. 

## Spelaren och personen
Art Larsen spelade en stilren tennis med utomordentliga grundslag. Hans tenniskarriär hade försenats på grund av det andra världskriget under vilket han tjänstgjort i amerikanska armén med placering i stridande förband i Europa. Under kriget hade han spelat tennis som avkoppling från tjänstgöringen. Bill Tilden skrev i sin bok "Game, set and Match" från 1950 om Larsen att denne "är en stor fighter med ett oberäkneligt temperament som ofta leder till nederlag". Han kallades "Tappy" för sin vana att på tennisbanan vidröra olika saker för att få tur i spelet.
Hans tenniskarriär avslutades i samband med att han ådrog sig allvarliga huvudskador i en motorcykelolycka 1957.   

## Grand Slam-titlar
- Amerikanska mästerskapen
  - Singel 1950